# Dragons - Il dono del drago
Dragons - Il dono del drago (Dragons: Gift of the Night Fury) è un cortometraggio animato del 2011 della DreamWorks Animation e diretto da Tom Owens. È stato distribuito il 15 novembre 2011, in DVD e Blu-ray, insieme al cortometraggio Il libro dei draghi.
Basato su Dragon Trainer, il cortometraggio si svolge nel bel mezzo della preparazione per le vacanze invernali vichinghe. Dopo che tutti i draghi volano via inspiegabilmente, l'ultimo di loro rapisce involontariamente Hiccup. Il film vede le voci di Jay Baruchel, Gerard Butler, Craig Ferguson, America Ferrera, Jonah Hill, T.J. Miller, Kristen Wiig, e Christopher Mintz-Plasse.
In Italia, il cortometraggio è conosciuto anche con il titolo Dragons - Il dono della Furia Buia.

## Trama
Nel villaggio di Berk fervono i preparativi per l'annuale festa vichinga dello Snoggletog, e quest'anno c'è più entusiasmo del solito, poiché finalmente la guerra è finita e ognuno potrà festeggiare con il proprio drago. Una mattina però, mentre Hiccup e Sdentato sono in volo, inspiegabilmente tutti i draghi volano via, lasciando gli abitanti di Berk tristi e sgomenti, e nella confusione il ragazzo perde il suo elmo. L'unico drago ad essere rimasto è proprio Sdentato, che a causa della sua menomazione alla coda non è in grado di volare da solo.
Per quanto sia felice di non aver perso il suo amico drago, Hiccup non sopporta l'idea che Sdentato non sia libero di andare dove vuole come tutti gli altri, così decide di fargli un dono: gli costruisce una nuova coda con la quale sarà in grado di volare autonomamente, anche se questo significa correre il rischio che anche Sdentato se ne vada. E in effetti è proprio ciò che succede: non appena indossata la nuova protesi, il drago vola via e sparisce.
Passano tre giorni senza che i draghi si rifacciano vivi, e Hiccup e i suoi amici sono sempre più tristi, come del resto tutti gli abitanti del villaggio; l'unico ad essere stranamente allegro è Gambedipesce. Insospettito, il ragazzo lo segue di nascosto e così scopre che tiene il suo Gronkio, Muscolone, legato ad un palo. Ma il drago riesce a liberarsi e vola via, e nell'impeto trascina con sé anche Hiccup. I due giungono ad un'isola sconosciuta, dove il mistero viene finalmente svelato: i draghi sono andati lì per riprodursi. Tra i tanti draghi presenti, ritrova i draghi dei suoi amici, tra cui Tempestosa e Zannacurva (i draghi di Astrid e di Moccicoso) con i loro piccoli.
Nel frattempo Astrid, Gambedipesce, i gemelli e Moccicoso scoprono che Muscolone, che in realtà è una femmina, ha deposto delle uova, così decidono di portarle in dono nelle case del villaggio, per rallegrare un po' la gente. Non sanno però che le uova schiudendosi esplodono. Così poco dopo, quando le uova cominciano ad esplodere dando alla luce dei piccoli di Gronkio, diverse case prendono fuoco. Mentre gli abitanti di Berk si radunano esasperati dalla piega che hanno preso gli avvenimenti, una sorpresa arriva dal cielo: è Hiccup, che riporta indietro i draghi con i loro cuccioli.
In un tripudio generale iniziano i festeggiamenti, e tutti possono riabbracciare i propri draghi; tutti tranne Hiccup, che purtroppo non ha ritrovato il suo. Astrid lo ringrazia per quello che ha fatto ma proprio in quel momento, Sdentato ritorna stringendo in bocca l'elmetto che il ragazzo aveva perso: il drago era stato via tutto quel tempo per cercarlo. Felicissimo, ringrazia il suo drago con un grandissimo abbraccio.
Il giorno dopo, Sdentato chiede a Hiccup di riavere indietro la sua vecchia coda, rinunciando a quella automatica. Così Hiccup capisce che Sdentato è il migliore amico che possa avere, dato che ha capito che la libertà che gli è stata donata è meno importante dell'amicizia.

## Home video
Dragons: Il dono della Furia Buia è stato rilasciato su Blu-ray e DVD il 15 novembre 2011 insieme al cortometraggio Il libro dei draghi. È stato rilasciato su Blu-ray e DVD come parte della DreamWorks Holiday Classics rilasciato il 1º ottobre 2013 insieme a Shrekkati per le feste, Buon Natale, Madagascar!, La festività di Kung Fu Panda.